# Ben Keating
Benjamin Edward Keating (Tomball, 18 agosto 1971) è un pilota automobilistico statunitense, che tra il 2015 e il 2024 ha preso parte a dieci edizione della 24 Ore di Le Mans, arrivando nella classe LMGTE Am terzo nel 2018, secondo nel 2021 e primo nel 2022 e 2023.

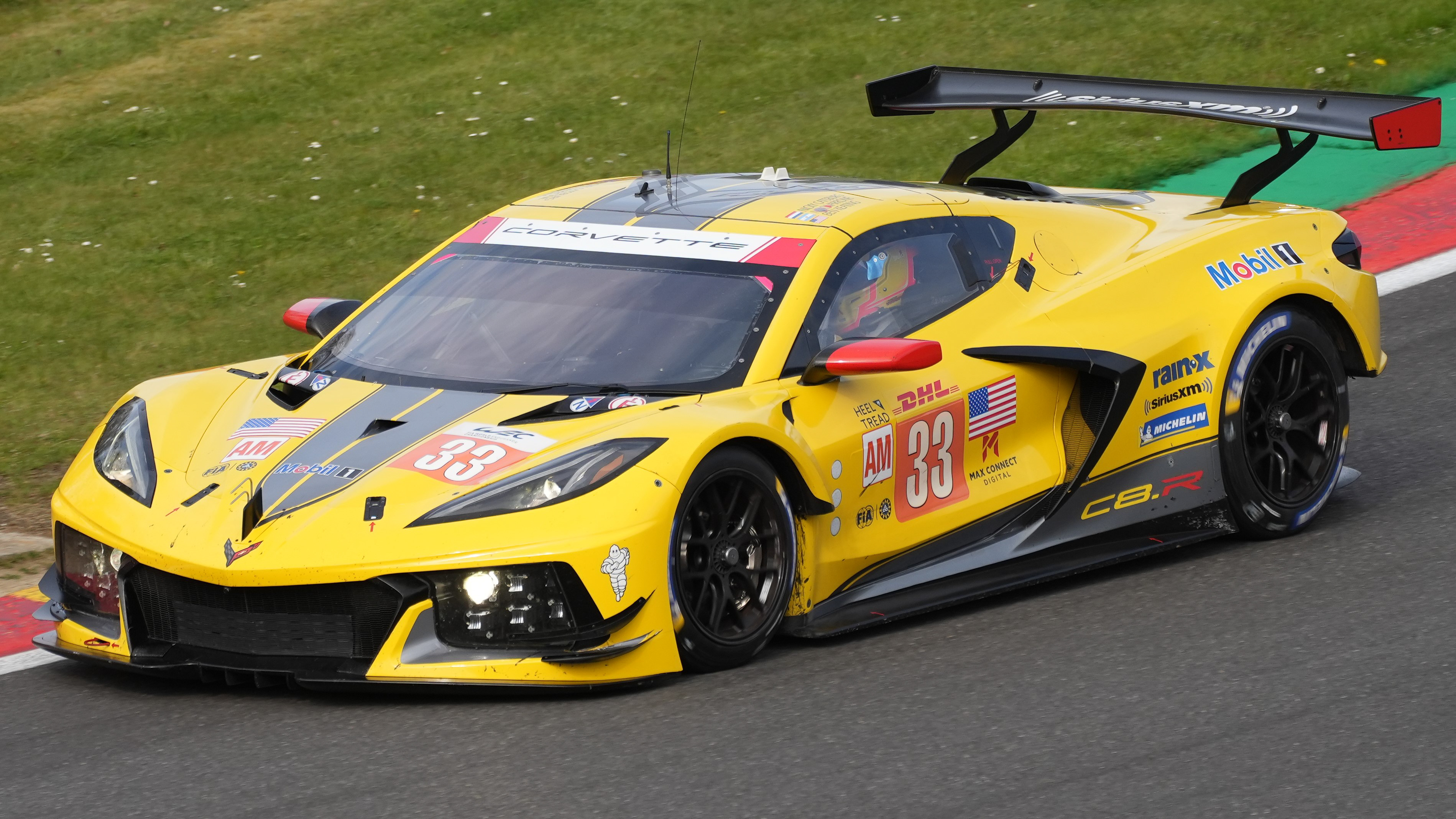
Keating con la Chevrolet Corvette C8.R durante la 6 Ore di Spa 2023

Inoltre, dall'inizio della sua carriera nelle corse automobilistiche avvenuto nel 2006, ha partecipato a molteplici gare e competizioni Endurance tra cui la 24 Ore di Daytona, la 12 ore di Sebring, il Campionato del mondo endurance FIA e il Campionato IMSA WeatherTech SportsCar.

## Carriera

### 24 Ore di Le Mans e WEC
Nel 2015 Keating esordisce nella 24 Ore di Le Mans correndo con la SRT Viper GTS-R nella classe GTE AM. Nelle due edizioni successive prende parte alla corsa nella classe LMP2. Nel 2018 torna nella classe GTE AM guidando la Ferrari 488 GTE del proprio team, Keating ottiene il suo primo risultato di rilievo arrivando nella propria classe. L'anno seguente corre con la Ford GT ma viene squalificato.
Nel 2019 esordisce a tempo pieno nel Campionato del mondo endurance con la Porsche 911 RSR del Team Project 1. Keating ottiene la sua prima vittoria di classe nella 8 Ore del Bahrain. Nel 2021 passa al team TF Sport guidando l'Aston Martin Vantage AMR, lo statunitense ottiene il secondo posto 24 Ore di Le Mans e la vittoria nella 8 Ore del Bahrain. Insieme a Felipe Fraga e Dylan Pereira ottengono il secondo posto nella classifica GTE
Am. Nel 2022 rimasto con il team TF Sport, insieme a Henrique Chaves e Marco Sørensen ottiene la vittoria nella 24 Ore di Le Mans e diventa campione nella serie.
Per la stagione 2023 passa al team Corvette Racing guidando la Chevrolet Corvette C8.R con Nicolás Varrone e Nicky Catsburg. L'equipaggio ottiene la vittoria nella 1000 Miglia di Sebring e nella 6 Ore di Portimão. Dopo il secondo posto alla 6 Ore di Spa arriva la vittoria nella 24 Ore di Le Mans. Nella 6 Ore di Monza grazie al quarto posto l'equipaggio si laurea campione con due corse d'anticipo.
Nella 24 Ore di Daytona 2024 esordisce nella classe Hypercar correndo con la Porsche 963 arrivando sesto in gara. Torna nel WEC per il round statunitense la Lone Star Le Mans 2024 guidando la Ford Mustang GT3 del team Proton Competition.
Nel 2025 prenderà parte alla 24 Ore di Daytona con la Oreca LMP2 07 di PR1 Mathiasen Motorsports. Per il resto della stagione passa al team TF Sport correndo con la Chevrolet Corvette Z06 GT3.R nel Campionato del mondo endurance.

## Risultati

### Risultati 24 Ore di Le Mans
| Anno | Team                      | Co-Pilota                        | Auto                         | Classe      | Giri | Pos. | Class Pos. |
| ---- | ------------------------- | -------------------------------- | ---------------------------- | ----------- | ---- | ---- | ---------- |
| 2015 | Riley Motorsports–TI Auto | Jeroen Bleekemolen Marc Miller   | SRT Viper GTS-R              | GTE Am      | 304  | DNF  | DNF        |
| 2016 | Murphy Prototypes         | Jeroen Bleekemolen Marc Goossens | Oreca 03R-Nissan             | LMP2        | 323  | 34°  | 15°        |
| 2017 | Keating Motorsport        | Ricky Taylor Jeroen Bleekemolen  | Riley Mk. 30-Gibson          | LMP2        | 312  | 47°  | 20°        |
| 2018 | Keating Motorsport        | Jeroen Bleekemolen Luca Stolz    | Ferrari 488 GTE              | GTE Am      | 334  | 28°  | 3°         |
| 2019 | Keating Motorsports       | Jeroen Bleekemolen Felipe Fraga  | Ford GT                      | GTE Am      | 334  | DSQ  | DSQ        |
| 2020 | Team Project 1            | Jeroen Bleekemolen Felipe Fraga  | Porsche 911 RSR              | GTE Am      | 326  | 40°  | 14°        |
| 2021 | TF Sport                  | Dylan Pereira Felipe Fraga       | Aston Martin Vantage AMR     | GTE Am      | 339  | 26°  | 2°         |
| 2022 | TF Sport                  | Henrique Chaves Marco Sørensen   | Aston Martin Vantage AMR     | GTE Am      | 343  | 34°  | 1°         |
| 2023 | Corvette Racing           | Nicolás Varrone Nicky Catsburg   | Chevrolet Corvette C8.R      | GTE Am      | 313  | 26°  | 1°         |
| 2024 | United Autosports         | Filipe Albuquerque Ben Hanley    | Oreca 07-Gibson              | LMP2 Pro-Am | 272  | 42º  | 6º         |
| 2025 | TF Sport                  | Jonny Edgar Daniel Juncadella    | Chevrolet Corvette Z06 GT3.R | LMGT3       | 339  | 39°  | 7°         |

### Risultati nel WEC
| Anno    | Squadra            | Classe   | Vettura                      | SIL | FUJ | SHA | BHR | COA | SPA | LMS | BHR | Punti | Pos. |
| ------- | ------------------ | -------- | ---------------------------- | --- | --- | --- | --- | --- | --- | --- | --- | ----- | ---- |
| 19-20   | Team Project 1     | LMGTE AM | Porsche 911 RSR              | 10  | 3   | 2   | 1   | 11  | 6   | 8   | 6   | 101.5 | 6°   |
| Anno    | Squadra            | Classe   | Vettura                      | SPA | ALG | MON | LMS | BHR | BHR |     |     | Punti | Pos. |
| 2021    | TF Sport           | LMGTE AM | Aston Martin Vantage AMR     | 2   | 7   | 12  | 2   | 1   | Rit |     |     | 90,5  | 2°   |
| Anno    | Squadra            | Classe   | Vettura                      | SEB | SPA | LMS | MON | FUJ | BHR |     |     | Punti | Pos. |
| 2022    | TF Sport           | LMGTE Am | Aston Martin Vantage AMR     | 2   | 2   | 1   | Rit | 1   | 4   |     |     | 141   | 1°   |
| Anno    | Squadra            | Classe   | Vettura                      | SEB | ALG | SPA | LMS | MON | FUJ | BHR |     | Punti | Pos. |
| 2023    | Corvette Racing    | LMGTE AM | Chevrolet Corvette C8.R      | 1   | 1   | 2   | 1   | 4   | 2   | 7   |     | 174   | 1°   |
| Anno    | Squadra            | Classe   | Vettura                      | QAT | IMO | SPA | LMS | SÃO | COA | FUJ | BHR | Punti | Pos. |
| 2024    | Proton Competition | LMGT3    | Ford Mustang GT3             |     |     |     |     |     | Rit |     |     | 0*    |      |
| Anno    | Squadra            | Classe   | Vettura                      | QAT | IMO | SPA | LMS | SÃO | COA | FUJ | BHR | Punti | Pos. |
| 2025    | TF Sport           | LMGT3    | Chevrolet Corvette Z06 GT3.R | 1   | 7   | 13  | 6   |     |     |     |     | 44*   |      |
| Legenda |                    |          |                              |     |     |     |     |     |     |     |     |       |      |

* Stagione in corso.

## Palmarès
- 2  24 Ore di Le Mans Classe LMGTE Am: (2022) e (2023)
- 2  Campionato del mondo endurance Classe LMGTE Am: (2022) e (2023)
- 2  Campionato IMSA WeatherTech SportsCar Classe LMP2: (2021, 2023)
- 1  Dodge Viper Cup : (2021)